# Kulan (köpcentrum)
Kulan är ett köpcentrum i K-center i kvarteret Råkan i centrala Karlskoga. Här finns affärer som Willys, Systembolaget, Dressmann och Lindex. Sedan 2020 ägs Kulan av fastighetsbolaget Point Properties.

## Historik
Den byggnad som Kulan är inrymd i byggdes i mitten på 1970-talet då delar av stadens gamla centrum, den så kallade Ekmansbacken, revs. Istället uppfördes K-center bestående av ett stort hus med Domus och EPA i var sin del. Kommunstyrelsens ordförande Golge Nygren tog det symboliska första spadtaget till K-center. Efter att Domus och EPA i flera omgångar krympt har Kulan inrymts i ena halvan. EPA stängdes först och ersattes av Tempo. Domus fanns kvar i K-center till 1991. Under 1990-talet inleddes planerna för en galleria på K-center. Den invigdes 24 mars 1994 och fick då namnet Kulan.
I juli 2021 meddelade Point Properties att de planerar för en omfattande ombyggnation av köpcentrumet.